# Ruth Fry
Pour les articles homonymes, voir Fry.
Anna Ruth Fry (4 septembre 1878 - 26 avril 1962), est une activiste sociale et écrivaine britannique quaker, connue pour son engagement en faveur de la paix.

## Biographie
Ruth Anna Fry naît à Highgate, Londres, dans une famille quaker, benjamine d'une fratrie de neuf enfants. Son père, Edward Fry, est avocat, membre de la Haute Cour et juge au tribunal de La Haye, et sa mère, Mariabella Hodgkin, fille de l'avocat John Hodgkin (en), est également quaker. L'une de ses sœurs, Margery Fry, réformatrice pénale, est principale de Somerville College de 1926 à 1931, une autre sœur, Joan Mary Fry (en), est connue comme activiste pacifiste, et son frère Roger Fry est critique d'art. 
Ruth Fry est éduquée à domicile, à l'exception d'un court séjour en pensionnat à Bournemouth. Sa première activité professionnelle est le secrétariat de son père à La Haye, en 1899. Pendant la guerre des Boers, elle est trésorière de la Boer Home Industries and Aid Society sous la responsabilité d'Emily Hobhouse, qui dénonce les conditions de détention dans les camps de concentration en Afrique du Sud. Après la guerre, elle se rend en Afrique du Sud pour la mise en place de l'aide aux communautés boers, et notamment des femmes. En 1914, elle est nommée secrétaire générale du Friends War Victims Relief Committee, un comité organisé par les quakers britanniques pour venir en aide aux réfugiés et aux victimes de la Première Guerre mondiale, fonction qu'elle occupe jusqu'en 1924. La FWVRC distribue une aide alimentaire en Russie soviétique durant la famine de 1921-1922. Elle est secrétaire du Russian Famine Relief Fund en 1921, membre du conseil de Save the Children Fund et secrétaire du National Council for the Prevention of War en 1926-1927. Elle est trésorière de la branche londonienne de l'Internationale des résistants à la guerre en 1936-1937.
Elle meurt à son domicile de Notting Hill, à Londres, des suites d'une bronchopneumonie, le 26 avril 1962, à l'âge de 83 ans. Elle est incinérée au Golders Green Crematorium, après une cérémonie quaker.

## Activités éditoriales
Durant la Première Guerre mondiale, elle visite les zones de guerre en tant que commissaire itinérante, et elle fait le récit des efforts de secours dans son livre A Quaker Adventure (1926). Elle est membre du comité de rédaction de la revue Reconciliation de la Fellowship of Reconciliation à partir de 1935. Elle publie plusieurs brochures et dépliants sur le pacifisme et la non-violence active.

## Dans la fiction
Elle apparaît en tant que personnage dans la pièce Fram de Tony Harrison en 2008, dont la première se déroule au National Theatre, jouée par l'actrice Clare Lawrence.

## Publications
- A Quaker Adventure, 1926.
- Emily Hobhouse. : A Memoir, Londres, J. Cape, 1929.
- Quaker Ways: An attempt to explain Quaker beliefs and practices and to illustrate them by the lives and activities of Friends of former days, Londres, Cassell and Company Ltd., 1933.
- Three visits to Russia, 1922-25, Londres, J. Clarke & Co., 1942.
- Ruth's gleanings : An Anthology of prose and poetry, nd, 1943.
- An Unarmed World, Londres, nd, 1954.